# محمية طابا

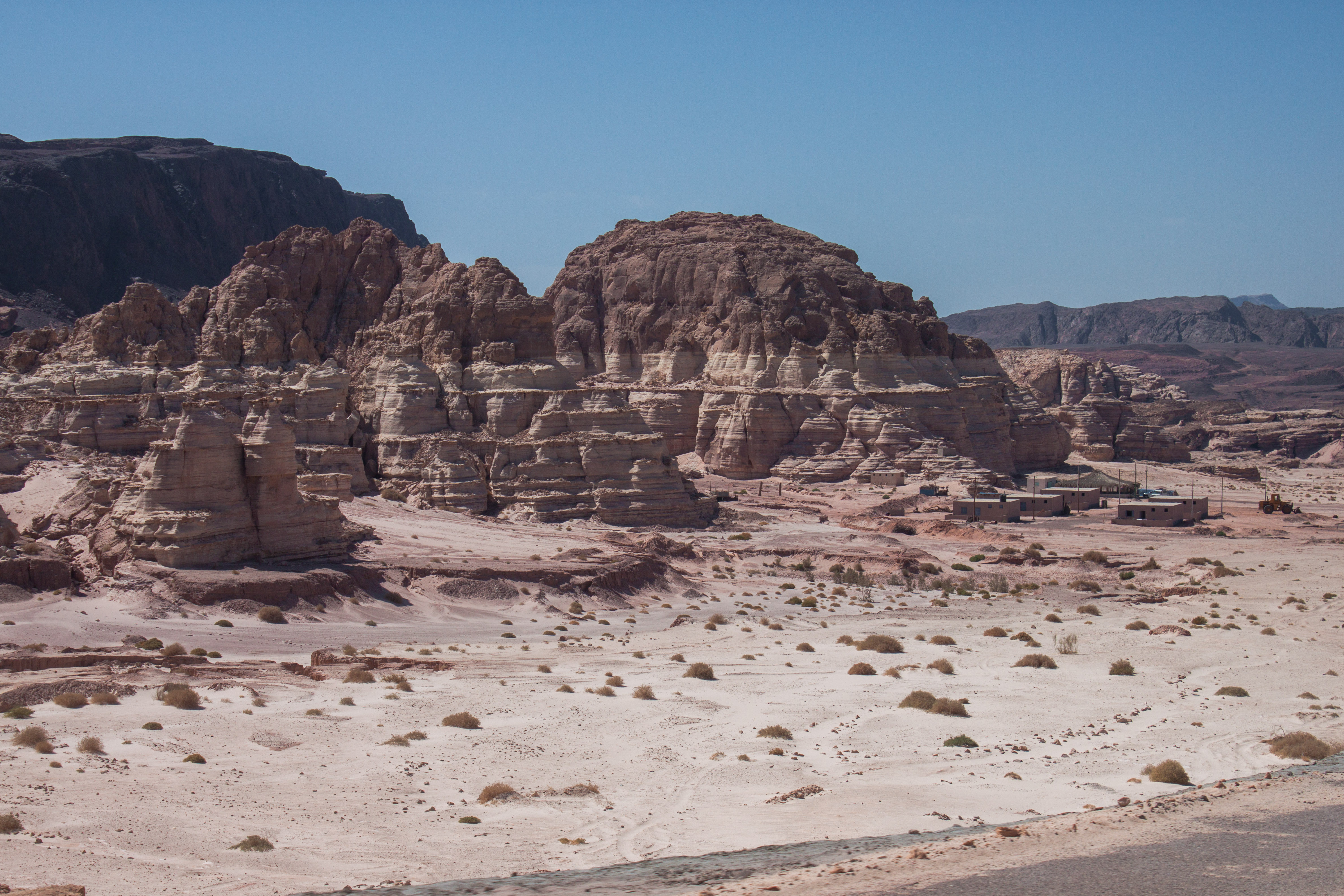
طريق طابا، محمية طابا، جنوب سيناء، مصر

محمية طابا هي بلدة حدودية علي الحدود المصرية الفلسطينية وآخر جزء محرر من التراب المصري ومساحتها 3500 كيلو متر المربع، يوجد بها العديد من الحيوانات المهددة بالانقراض وتكثر بها الشعاب المرجانية النادرة لذلك اعتبرتها الحكومة المصرية منذ أن تسلمتها من الاحتلال الإسرائيلي سنة 1989 م محمية طبيعية.

## الموقع
تقع محمية طابا في المنطقة الجنوبية الغربية لمدينة طابا حيث تبلغ مساحتها حوالي 3590 كم2.

## جيولوجيا
تضم المحمية كهوفًا وممراتٍ جبليةٍ متعددةٍ وشبكة من الوديان أهمها وادي وتير، الزلجة، الصوان، نخيل.
توجد مجموعة من عيون المياه العذبة مثل عين حضره بوادى غزاله وعين أم أحمد بوادى الصوانا وعين فورتاجا بوادى وتير. وتتكون الحدائق النباتية حول هذه العيون الطبيعية والتي يأوي إليها البدو.
تتكون طبقات المنطقة أساساً من الحجر الرملي، كما تضم الحجر النوبي والبحري من العصر الطباشيري، أما الأحجار النارية فترجع إلي العصر الكامبري. وتتضمن الصخور العديد من الفوالق والفواصل المتقاطعة معاً حيث تعد من الموائل الطبيعية للكائنات الحية النباتية والحيوانية.

## الحياة البرية
يوجد بها حوالي 25 نوعاً من الثدييات وحوالي 50 نوعاً من الطيور النادرة المقيمة  إضافة إلي 24 نوعاً من الزواحف.
كما يوجد بالمحمية حوالي 480 نوعاً للنباتات من الأنواع المنقرضة.

## الآثار
توجد بها مواقع أثرية يصل تاريخها إلي حوالي 5000 سنة وأيضا تزخر بالتراث اللامادي التقليدي للبدو المقيميين.